# Simone Braglia
Simone Braglia (* 22. července 1962, Ponte Chiasso, Itálie) je bývalý italský fotbalista hrající na postu brankáře.

## Statistiky
| Klub              | Sezóna  | Liga   | Liga | Pohár  | Pohár | LM či EL | LM či EL | Celkem | Celkem |
| Klub              | Sezóna  | Zápasy | Góly | Zápasy | Góly  | Zápasy   | Góly     | Zápasy | Góly   |
| ----------------- | ------- | ------ | ---- | ------ | ----- | -------- | -------- | ------ | ------ |
| AC Legnano        | 1982/83 | 14     | -9   | ?      | ?     | ?        | ?        | ?      | ?      |
| Como Calcio       | 1983/84 | 3      | -3   | ?      | ?     | ?        | ?        | ?      | ?      |
| AC Pavia          | 1984/85 | 33     | -26  | ?      | ?     | ?        | ?        | ?      | ?      |
| US Sambenedettese | 1985/86 | 37     | -26  | ?      | ?     | ?        | ?        | ?      | ?      |
| Como Calcio       | 1986/87 | 0      | 0    | ?      | ?     | ?        | ?        | ?      | ?      |
| US Lecce          | 1987/88 | 15     | -13  | ?      | ?     | ?        | ?        | ?      | ?      |
| AC Monza          | 1988/89 | 1      | -3   | ?      | ?     | ?        | ?        | ?      | ?      |
| FC Janov          | 1989/90 | 19     | -13  | ?      | ?     | ?        | ?        | ?      | ?      |
| FC Janov          | 1990/91 | 31     | -29  | ?      | ?     | ?        | ?        | ?      | ?      |
| FC Janov          | 1991/92 | 27     | -24  | ?      | ?     | ?        | ?        | ?      | ?      |
| Perugia Calcio    | 1992/93 | 21     | -15  | ?      | ?     | ?        | ?        | ?      | ?      |
| Perugia Calcio    | 1993/94 | 33     | -16  | ?      | ?     | ?        | ?        | ?      | ?      |
| Perugia Calcio    | 1994/95 | 37     | -34  | ?      | ?     | ?        | ?        | ?      | ?      |
| Perugia Calcio    | 1995/96 | 37     | -42  | ?      | ?     | ?        | ?        | ?      | ?      |
| AS Lucchese       | 1996/97 | 19     | -19  | ?      | ?     | ?        | ?        | ?      | ?      |
| AC Milan          | 1997/98 | 0      | 0    | ?      | ?     | ?        | ?        | ?      | ?      |
| Como Calcio       | 1998/99 | 31     | -21  | ?      | ?     | ?        | ?        | ?      | ?      |
| Celkově           | Celkově | 358    | -303 | ?      | ?     | ?        | ?        | ?      | ?      |